# Károly Goldmark
Károly Goldmark (Keszthely, 18 de mayo de 1830 - Viena, 2 de enero de 1915) fue un compositor húngaro.

## Biografía
Nacido en una familia numerosa, de más de una veintena de hijos, su padre ejercía la profesión de cantor. Estudió violín desde los 12 años, dando muestra de un gran talento para la composición, particularmente de piezas vocales. Hizo sus estudios en la escuela de la Sociedad Musical de Sopron (1842-1844), donde también destacó por su capacidad como violinista.
Se trasladó después a Viena, donde fue alumno de Jança. Posteriormente, ya en el Conservatorio de Viena, estudió armonía con Gottfried von Preyer y violín con Joseph Böhm. El año 1851, fue contratado por el Theater der Josefstadt, y después trabajó en el Carltheater, donde profundizó sus conocimientos que después utilizaría en sus propias obras. En el año 1858 organizó un concierto con sus obras, pero la reacción de la prensa vienesa fue negativa. Entonces decidió ir a Budapest donde dio clases de piano y continuó con el estudio de la composición. El año 1859 dio un segundo concierto y regresó a Viena, donde estableció amistad con Johannes Brahms. Su cuarteto de cuerda opus 8 lo hizo inmediatamente célebre.
Pero los grandes éxitos de su carrera los vivió con el estreno de su obertura Sakuntala para la Orquesta Filarmónica de Viena el 26 de diciembre de 1865, y con la primera representación de su ópera La Reina de Saba en la Ópera de Viena, el 10 de marzo de 1875. Estas dos obras le reportaron un inmenso éxito. Cabe destacar también el Concierto para violín y orquesta en la menor (1877).
Su música evoca los cantos tradicionales húngaros y la música litúrgica judía.
Se hizo una reputación como pedagogo, habiéndose encontrado entre sus alumnos Jean Sibelius.

## Obras principales

### Ópera
- La Reina de Saba (1875)
- Merlín (1887)

### Obras sinfónicas
- Obertura Sakuntala (1865)
- Sinfonía n.º 1 "Rústica", op. 26
- Concierto para violín n.º 1, en La menor, op. 28
- Sinfonía n.º 2, op.35

### Música de cámara
- Cuarteto de cuerda op. 8, en Si major (1860)